# الصديدية
الصديدية قرية في الجزيرة العليا في ناحية اليعربية في منطقة المالكية في محافظة الحسكة شمال شرق سورية، متاخمة للحدود العراقية، البعد بينها وبين الحدود كيلومتران، والبعد بينها وبين معبر اليعربية الحدودي 6 كيلومترات، بدأ العمران فيها في منتصف القرن العشرين، يُزرع فيها قمح وشعير، وتُربّى فيها أغنام ودواجن، ويشرب أهلها من ماء آبار سطحية عمقها 20 متراً
 قال محمد خالد الشرعبي في كتابه (البادية بين عراقة الماضي وأصالة الحاضر وما تيسر من أخبار قبائل عنزة وتميم ويام وشمر) المنشور سنة 1996 إن عشيرة الصديد شيوخ الصايح من شمّر يسكنون في قرية الصديدية، ذكرَ طالب الحسن في كتابه حكومة القرية أن شخصية فارس الكنعان في رواية الأيام الطويلة تدلّ على عيادة كنعان الصديد، وعند أخي عيادة في قرية الصديدية، نزلَ صدام حسين ضيفاً في طريقة من دمشق إلى العراق، قال عبد الأمير معلة في روايته الأيام الطويلة "كان مُضيفهم هو أخا فارس الكنعان..فهذه قرية الصديدية التي تتناثر بيوتها على حافة أرض العراق تماماً"،